# Mithril
 (juillet 2010).
Si vous disposez d'ouvrages ou d'articles de référence ou si vous connaissez des sites web de qualité traitant du thème abordé ici, merci de compléter l'article en donnant les références utiles à sa vérifiabilité et en les liant à la section « Notes et références ».
Le mithril (« éclat gris » en sindarin), également appelé « vrai-argent » ou « argent de la Moria », est un métal de fiction issu de la Terre du Milieu dans l'œuvre de l'auteur britannique J. R. R. Tolkien. Il apparaît notamment dans la série de romans Le Seigneur des anneaux.
En apparence similaire à l'argent mais ne se ternissant pas, le mithril est très résistant aux chocs. Il peut être forgé et poli sans que ses qualités de légèreté et de solidité n'en soient altérées.
Avidement recherché par les Elfes et les Nains de la Terre du Milieu pour ses propriétés uniques, il provoquera indirectement la chute de ces derniers, qui perdront à cause de lui la mine de la Moria.

## Dénominations
Le terme mithril est un terme sindarin composé de mith, « gris », et ril, « étincelant ». En quenya, ce métal se nomme mistarillë. Dans les langues des Hommes, il est désigné par son nom sindarin ou par les termes de  « vrai-argent » ou « argent de la Moria ». Les Nains ont leur propre terme, secret, pour le désigner.

## Histoire interne

### Provenance

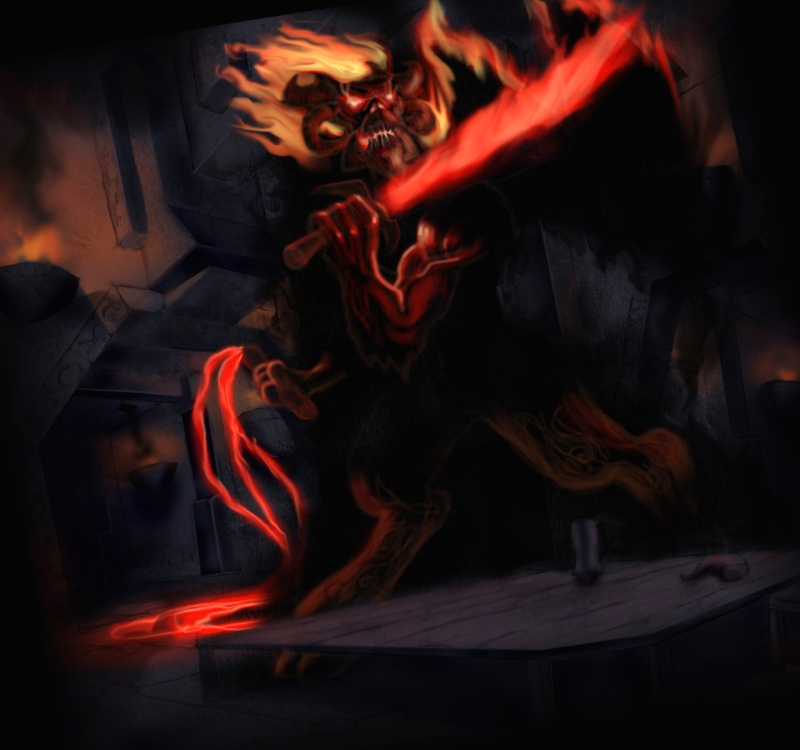
Une représentation du Balrog de la Moria, aussi appelé « Le Fléau de Durin ».

Dans Le Seigneur des anneaux, Tolkien indique que les mines naines de la Moria (Khazad-dûm) constituaient l'une des sources principales connues de mithril. Cette caractéristique fonde largement la richesse des descendants de Durin et leur désir constant de reconquérir leur demeure en dépit des dangers. À Khazad-dûm, c'est en prospectant la veine principale de mithril que les Nains réveillèrent par erreur un Balrog des profondeurs de la mine, qui ruina les Nains et détruisit la Moria (1980 T. Â.). L'attrait et la possibilité d'obtenir du mithril, pour lequel ils avaient de nombreux usages, joua également un rôle dans l'installation des Elfes Ñoldor, dirigés par Celebrimbor en Eregion, aux portes de la Moria.
Dans les Contes et légendes inachevés également, Tolkien indique que du mithril pouvait également être trouvé à Númenor au cours du Second Âge.

### Emploi
La ductilité du mithril, sa solidité et la tenue de son éclat permettaient de nombreux usages. Un grand nombre d'artefacts importants de l'univers de la Terre du Milieu sont composés de mithril. C'est notamment le cas de la cotte de mailles elfique obtenue par Bilbon Sacquet en Erebor, puis donnée à Frodon ; Nenya, l'anneau de Galadriel, ou encore les heaumes des gardes de la citadelle de Minas Tirith. 
Un emploi particulier du mithril est son utilisation sous forme d’ithildin, un matériau visible seulement à la lueur des étoiles et de la lune. Dans Bilbo le Hobbit, la carte du Mont Solitaire de Thorin ne porte pas des inscriptions à base de mithril mais la plume qui a tracé ces runes était d'un alliage de mithril et d'argent, employée également pour l'inscription se trouvant sur la porte d'entrée ouest des mines de la Moria.

## Histoire externe
Le mithril apparaît tard dans l'œuvre de Tolkien, lors de la rédaction du Seigneur des anneaux. Le terme fut ensuite rétrospectivement ajouté dans la troisième édition révisée de Bilbo le Hobbit, le terme remplaçant celui d'« acier argenté », employé depuis la première édition (1937).

## Réutilisations du terme

### Jeux de rôle et jeux vidéo
- Le nom mithril, parfois orthographié de façon légèrement différente, est employé dans de nombreux jeux vidéo et jeux de rôle pour désigner des matériaux proches, par l'apparence et les caractéristiques, du mithril de Tolkien.

### Jeux de figurines
- Mithril est également le nom d'une série de figurines[1] illustrant le monde de Tolkien, créée en 1988 par le sculpteur Chris Tubb et éditée par la société Prince August[2].